# دانشگاه اورگان جنوبی
دانشگاه اورگان جنوبی (SOU) یک دانشگاه دولتی در اشلند، اورگان است. این آکادمی در سال ۱۸۷۲ به عنوان آکادمی اشلند تأسیس شد، از سال ۱۹۲۶ در مکان فعلی خود قرار دارد. این دانشگاه توانسته گواهینامه LEED را از شورای ساختمان سبز ایالات متحده دریافت نماید. دانشگاه اورگان جنوبی مقر رادیو عمومی جفرسون و ایستگاه دسترسی عمومی Rogue Valley Community Television است. این دانشگاه از سال ۲۰۱۵ توسط هیئت امنا اداره می‌شود. دانشگاه اورگان جنوبی یکی از اعضای شورای کالج‌های هنرهای آزاد عمومی و انجمن کالج‌ها و دانشگاه‌های ایالتی آمریکا است.